# José María Cázares y Martínez
José María Cázares y Martínez (La Piedad, Mich., 20 de noviembre de 1832-Guadalajara, Jal., 31 de marzo de 1909) fue el segundo obispo de la Diócesis de Zamora en México de 1878-1909. Alumno del Seminario de Morelia en donde estudió Jurisprudencia, titulado en Leyes por el Colegio de San Ildefonso, doctorado en Derecho por la Pontificia y Nacional Universidad de México y después de ejercer la abogacía ordenado presbítero el 22 de agosto de 1869. El 20 de octubre de 1878 fue consagrado obispo y tomó posesión de la sede episcopal de la Diócesis de Zamora, Mich. el 7 de noviembre de 1878, donde sirvió a lo largo de 31 años hasta el 29 de abril de 1908,
Durante su ministerio episcopal en Zamora vigiló la integridad de las costumbres y disciplina del clero, instituyó casas de formación, asumió la responsabilidad del Hospital Civil de Zamora, visitó canónicamente parroquias de su diócesis, en octubre de 1884 fundó la Congregación de las Hermanas de los Pobres, Siervas del Sagrado Corazón de Jesús y el 2 de febrero de 1898 colocó la primera piedra para la construcción de la antes llamada Catedral inconclusa y hoy dedicada como Santuario Guadalupano. Murió el 31 de marzo de 1909 en Guadalajara Jal., entre las tinieblas de la demencia senil como arzobispo titular de Cyzico. Sus restos yacen en el crucero sur de la Catedral de Zamora.
Creó la congregación de las Hermanas de los Pobres Siervas del Sagrado Corazón o HPSSC, que por todo Michoacán cuentan con colegios católicos.